# 加来耕三が柳川で大河ドラマをつくってみた
『加来耕三が柳川で大河ドラマをつくってみた』（かくこうぞうがやながわでたいがどらまをつくってみた）は2019年10月8日からRKB毎日放送（RKBラジオ）で放送されている歴史番組である。

## 番組概要
歴史家の加来が立花宗茂と誾千代のエピソードを紹介し、柳川市への大河ドラマ誘致を応援する番組。

## 放送時間
- 日曜日 6:10 - 6;25（JST。2020年4月5日[2] - ）

### 過去の放送時間
- 月曜日 18:45 - 19:00（JST。2019年10月8日 - 2020年3月30日）

なお、初回はRKBエキサイトホークスとの兼ね合いで10月7日から8日に放送日が変更された。

## パーソナリティ
- 加来耕三
- 勝木夏菜